# Wiesław Nowosad
Wiesław Józef Nowosad (ur. 9 grudnia 1969 w Chełmie) – polski historyk, archiwista, specjalizujący się w historii nowożytnej, edycji źródeł historycznych oraz wykorzystaniu nowoczesnych technologii w historii i archiwistyce.

## Życiorys
Ukończył II Liceum Ogólnokształcące w Chełmie w 1988 i w tym roku rozpoczął studia na Uniwersytecie Mikołaja Kopernika w Toruniu. Studia ukończył w 1993 r. Stopień doktora nauk humanistycznych uzyskał w 2001 r. Tematem jego pracy doktorskiej były Archiwa szlachty Prus Królewskich, napisanej pod opieką prof. dr hab. Bohdana Ryszewskiego. Stopień doktora habilitowanego nauk humanistycznych w zakresie historii (specjalność historia nowożytna i archiwistyka) uzyskał na Wydziale Nauk Historycznych w 2015 r.
W latach 1993–2007 pracował w Muzeum Etnograficznym w Toruniu osiągając stanowisko kustosza. Od 1995 r. zatrudniony na Uniwersytecie Mikołaja Kopernika w Toruniu, na stanowisku adiunkta.
Tematyka badawcza obejmuje staropolskie archiwa prywatne, genealogia szlachty Prus Królewskich, kancelarie urzędów Prus Królewskich XVI-XVIII wieku, nowoczesne technologie w archiwach i urzędach, digitalizacja archwaliów, dokumentacja elektroniczna.

## Wybrane publikacje
- Archiwa szlachty Prus Królewskich, Toruń 2004 ISBN 83-7441-149-X
- The Polish Climate in the European Context: An Historical Overview, wspólnie z Rajmund Krzysztof Przybylak, Piotr Oliński, Waldemar Chorążyczewski, Krzysztof Syta, w: The Climate of Poland in Recent Centuries: A Synthesis of Current Knowledge: Documentary evidence, wyd. Przybylak R, Majorowicz J, Brázdil R, Kejna M, Springer, Berlin Heidelberg New York, 167-190.
- Księga ławnicza miasta Nowego nad Wisłą (1416-1527), wyd. K. Mikulski, W. Nowosad, Fontes 106, Toruń 2012, ISBN 978-83-61487-88-3
- Testamenty szlachty Prus Królewskich z XVII w., wyd. J. Kowalkowski, W. Nowosad, Warszawa 2013, ISBN 978-83-7181-799-1
- Konopaccy herbu Odwaga - dzieje pomorskiej rodziny senatorskiej w XV-XVIII wieku. Studium genealogiczno-majątkowe, Warszawa 2014, ISBN 978-83-7181-857-8
- Testamenty szlachty Prus Królewskich z XVIII w., wyd. W. Nowosad, J. Kowalkowski, Warszawa 2016, ISBN 978-83-7181-976-6
- Tajemnice szczuczyńskich krypt (tom IV - pochówki pijarów), wspólnie z Tomasz Dudziński, Małgorzata Grupa, Grajewo-Toruń 2017, ISBN 978-83-947285-1-9

## Pełnione funkcje
- Kierownik Niestacjonarnych Studiów Archiwistyki i Zarządzania Dokumentacją WNH UMK (od 2008)
- Członek Wydziałowej Komisji ds. Oceny Jakości Kształcenia WNH UMK (do 2016)
- Członek Rady Muzeum Etnograficznego w Toruniu na lata 2016-2020[1]
- Sekretarz Oddziału Toruńskiego Polskiego Towarzystwa Heraldycznego (od 1996)
- Członek Zarządu Towarzystwa Miłośników Torunia (od 2008)
- Członek Zarządu Stowarzyszenia Archiwistów Polskich (od 2012)
- Sekretarz Generalny Stowarzyszenia Archiwistów Polskich (kadencja 2017-2022)[2]
- Członek Polskiego Towarzystwa Historycznego
- Członek polskiego oddziału Association for History and Computing
- Członek kolegium recenzentów czasopism Archiwa-Kancelarie-Zbiory i Archiwisty Polskiego